# Гримм, Якоб
Якоб Людвиг Карл Гримм (нем. Jacob Ludwig Karl Grimm; 4 января 1785, Ханау — 20 сентября 1863, Берлин) — немецкий филолог, мифолог, брат Вильгельма Гримма.

## Биография
Родился в семье известного адвоката Филиппа Гримма. Вместе с братом окончил в Касселе лицей и учился на юридическом факультете Марбургского университета, под руководством профессора Фридриха Савиньи. Через Савиньи братья Гримм знакомятся с Ахимом фон Арнимом и Клеменсом Брентано и входят в кружок гейдельбергских романтиков, ставивших целью возрождение общественного и научного интереса к народной культуре Германии и её фольклору.
Вместе с Савиньи Якоб в 1804 году выехал в Париж для поиска старинных рукописей. В 1808 году назначен личным библиотекарем короля Вестфалии Жерома Бонапарта. В 1815 году в качестве представителя Кассельского курфюрстшества присутствует на Венском конгрессе, но в следующем году подает в отставку с государственной службы и, отклонив профессуру в Бонне, целиком посвящает себя научным занятиям в должности кассельского библиотекаря.
В 1830 году был приглашен в Гёттингенский университет профессором немецкой литературы и старшим библиотекарем университета (младшим библиотекарем при нём был Вильгельм), но в 1837 году оба брата были уволены после того, как подписали протест университетской профессуры против ущемления конституции курфюрстом Ганноверским.
Братья вернулись в Кассель, но в 1840 году новый прусский король Фридрих-Вильгельм IV приглашает братьев в Берлин, где они избираются членами Прусской академии наук и в качестве академиков получают право на преподавание в Берлинском университете, где Якоб и оставался до конца жизни.
В 1848 году Яков Гримм был избран депутатом в общегерманский парламент, но политическая его роль была незначительна.
16 декабря 1859 года от паралича лёгких скончался его младший брат Вильгельм. 
Умер Якоб Гримм от инсульта 20 сентября 1863 года.

## Вклад в науку и культуру
Опубликованные братьями Гримм книги по истории и грамматике немецкого языка, на фоне многочисленных диалектов последнего, явились стимулом к оформлению германистики и лингвистики в самостоятельную научную дисциплину.
Революцию в лингвистике составила формулировка Гриммом первого языкового закона — закона древнегерманского передвижения согласных, известного как закон Гримма.
Был основоположником мифологической школы в фольклористике (книга «Германская мифология», 1835 год, за перевод этого трехтомника на русский язык Дмитрий Колчигин получил премию «Мерк 2020»).
Вместе с братом составил знаменитое собрание немецких сказок. Главный труд жизни братьев Гримм — «Немецкий словарь» (нем. Deutsches Wörterbuch); вопреки названию, это фактически сравнительно-исторический словарь всех германских языков. Авторы успели довести его только до буквы «F», завершён он был лишь в 1970-е годы.
В 1864 году в журнале А. А. Хованского «Филологические записки» была опубликована «История немецкого языка» Якова Гримма, первый перевод его трудов на русский язык.